# ساوت کلیولند (تنسی)
ساوت کلیولند (به انگلیسی: South Cleveland) یک منطقهٔ مسکونی در ایالات متحده آمریکا است که در شهرستان برادلی، تنسی واقع شده‌است. ساوت کلیولند ۳۷٫۱ کیلومتر مربع مساحت و ۶٬۹۱۲ نفر جمعیت دارد و ۲۸۲ متر بالاتر از سطح دریا واقع شده‌است.